# Oedignatha raigadensis
Oedignatha raigadensis là một loài nhện trong họ Corinnidae.
Loài này thuộc chi Oedignatha. Oedignatha raigadensis được miêu tả năm 2006 bởi Bastawade.